# Турчанович, Антон Фёдорович
Антон Фёдорович Турчанович (17 [29] января 1854, Козелецкий уезд, Черниговская губерния, Российская империя — 1943, Брацлав, Винницкая область, СССР) — офицер времён Русской императорской армии, полковник, изобретатель одного из образцов военно-походной кухни.

## Биография
Выходец из обедневших дворян. Родился 17 января 1854 года в Козелецком уезде Черниговской губернии. Окончил Холмскую гимназию.
На военную службу зачислен рядовым 18 ноября 1875 года. Участвовал в русско-турецкой войне. За мужество, проявленное под Плевной, был награждён знаком отличия Военного ордена и произведён в унтер-офицеры, а 21 февраля 1878 года «за боевое отличие» — в прапорщики.
После войны сдал при Киевском пехотном юнкерском училище экзамен на офицерский чин. 17 февраля 1881 года был произведён в подпоручики. Служил в 9-м стрелковом батальоне, затем — в 12-м стрелковом полку.
17 февраля 1885 года произведён в поручики, 26 февраля 1889 года — в штабс-капитаны, 2 февраля 1894 года «за отличие по службе» — в капитаны, 26 февраля 1898 года — в подполковники. Участвовал в Китайском походе 1900—1901 годов и Русско-японской войне в 1905 году. 24 января 1907 года назначен командиром батальона 12-го стрелкового полка.
10 апреля 1910 года «за отличие по службе» произведён в полковники и назначен Орловским (Вятской губернии) уездным воинским начальником, но уже 9 мая того же года назначен Литинским уездным воинским начальником. 31 декабря 1913 года назначен Винницким уездным воинским начальником. С началом Первой мировой войны также являлся и начальником гарнизона г. Винницы.
15 августа 1916 года назначен Летичевским уездным воинским начальником. 11 ноября 1916 года отчислен от должности с зачислением в резерв чинов при штабе Киевского военного округа. В октябре 1917 года уволен в отставку.
Был женат, имел троих детей.
Умер в 1943 году в оккупированном Германией Брацлаве.

## Награды
- Орден Святого Владимира III степени (8 апреля 1914)
- Орден Святого Владимира IV степени с бантом за 25 лет службы в офицерских чинах (1903)
- Орден Святой Анны II степени (1907)
- Орден Святого Станислава II степени (1901)
- Орден Святого Станислава III степени (1889)
- Знак отличия Военного ордена IV степени (1877/1878)
- Высочайшее благоволение (12 мая 1915, за отлично-усердную службу и труды при мобилизации армии)
- Крест «За переход через Дунай» (Румыния)

## Полевая кухня Турчановича
Полевые (походные) кухни в Русской императорской армии появились во время Русско-турецкой войны 1877—1878 годов. В 1896 году Главное интендантское управление объявило конкурс на создание новых образцов походных кухонь, способных готовить пищу во время передвижения войск. В ходе конкурса из 15 представленных образцов были выбраны и в 1898 году приняты образцы системы «Брун и Сын» (фирмы «Крыштоф, Брун и Сын»), которые было предписано закупать для армии. Эксплуатация этих кухонь в ходе Китайского похода 1900—1901 годов и манёвров мирного времени выявила их недостатки, такие как тяжеловесность, неудобство ремонта, большую стоимость, и др., что побуждало многих изобретателей предлагать новые образцы походных кухонь.
Подполковник Турчанович также разработал свой образец походной кухни. Кухня представляла собой топку и два расположенных над ней цилиндра (большой и малый), в которые должны были вставляться стандартные интендантские медные котлы ёмкостью 13 и 6,5 вёдер. Между цилиндрами помещались котелок для топки сала и складная дымовая труба. Топка и цилиндры обкладывались асбестом и обшивались кожухом в форме эллипса. Вес (14 пудов) и стоимость (ок. 160 рублей) этого образца были значительно ниже принятых интендантством кухонь системы «Брун и Сын». В отличие от них, кухня Турчановича не имела собственной колёсной базы и должна была транспортироваться на одной из одноконных телег ротного обоза. С помощью крепившихся с боков жердей её также могли переносить с места на место 4 человека.
Опытный образец кухни был изготовлен и испытан в 12-м стрелковом полку, в котором служил Турчанович. Осенью 1902 года кухня прошла испытания при полках 3-й стрелковой бригады во время Курских манёвров. 29 сентября 1908 года Турчановичу была выдана «привилегия» (патент) № 14 332 на его образец походной кухни (охранное свидетельство № 23 341).
Несмотря на некоторые положительные отзывы об испытаниях кухни Турчановича, она не была принята в качестве официального образца. Казёнными образцами, закупаемыми и поставляемыми в войска военным интендантством вплоть до конца существования императорской армии, являлись полевые кухни пехотно-артиллерийского образца системы «Брун и Сын» (принята в 1898 году), пехотно-артиллерийского образца системы штабс-ротмистра Маргушина (принята в 1910 году), кавалерийского образца системы «Брун и Сын» (принята в 1898 году) и вьючная кухня системы Грум-Гржимайло (одобрена в 1912 году).
О какой-либо массовой поставке в войска полевой кухни образца Турчановича, подтверждаемой официальными документами военного ведомства или другими печатными источниками периода Российской империи, не известно.

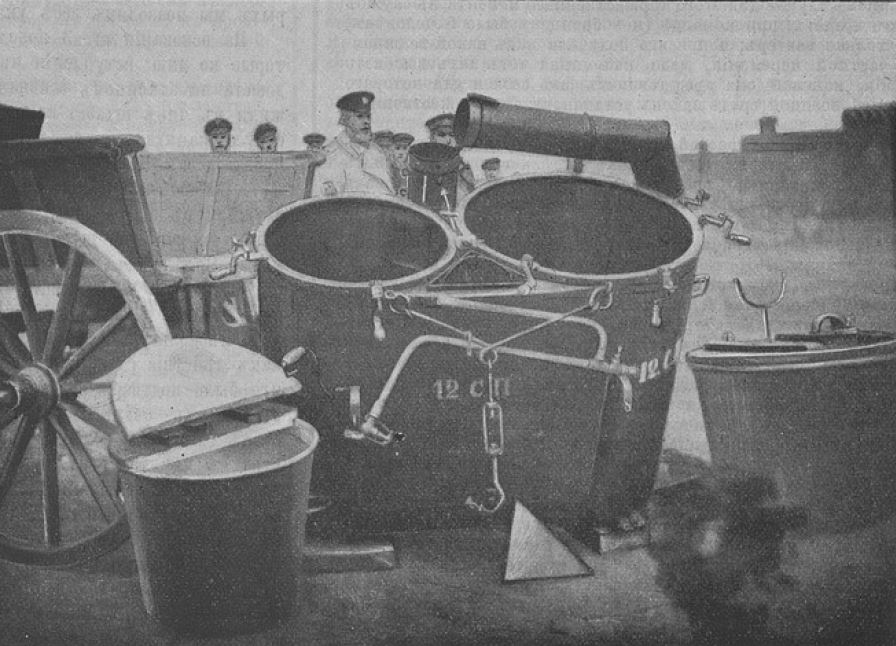
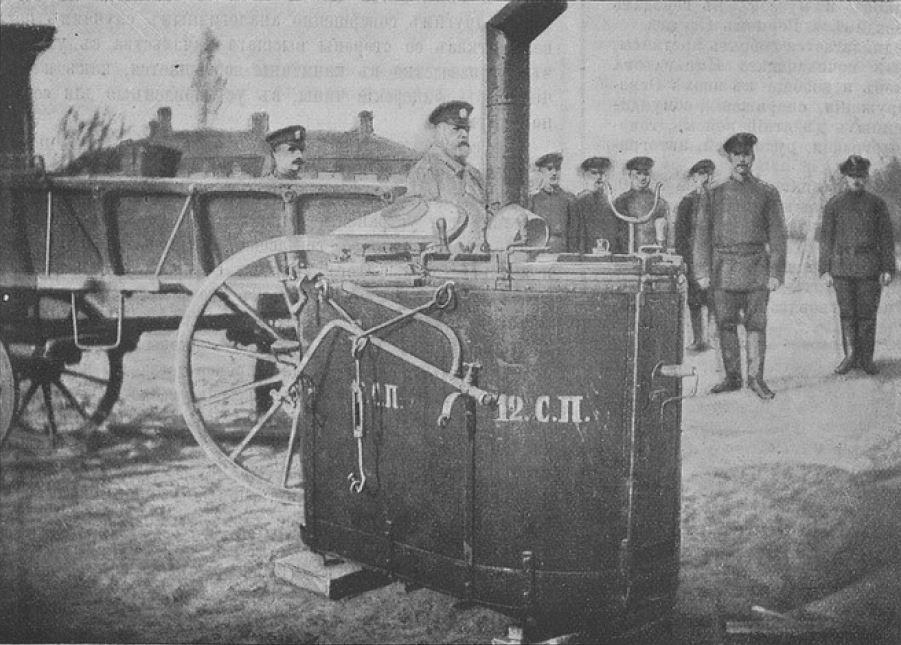
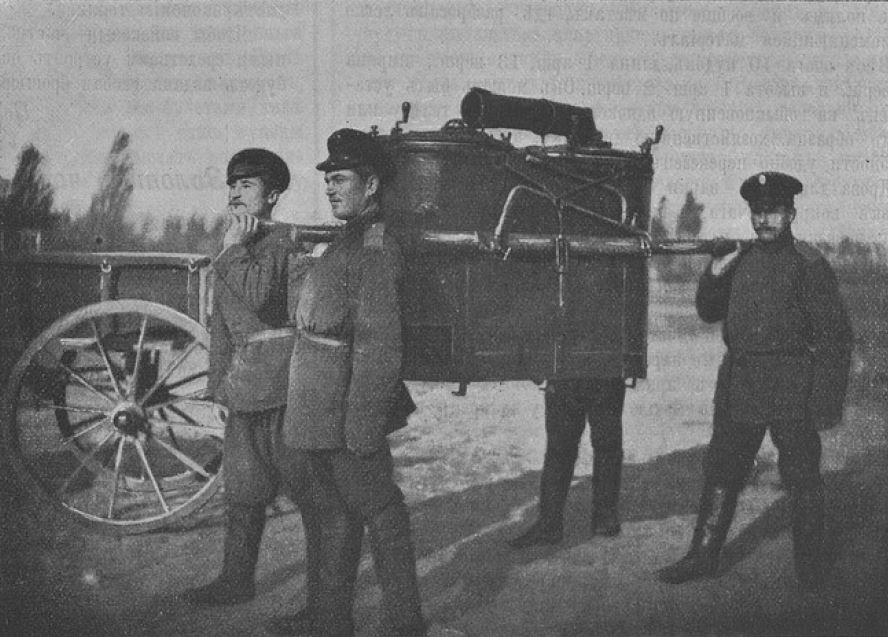
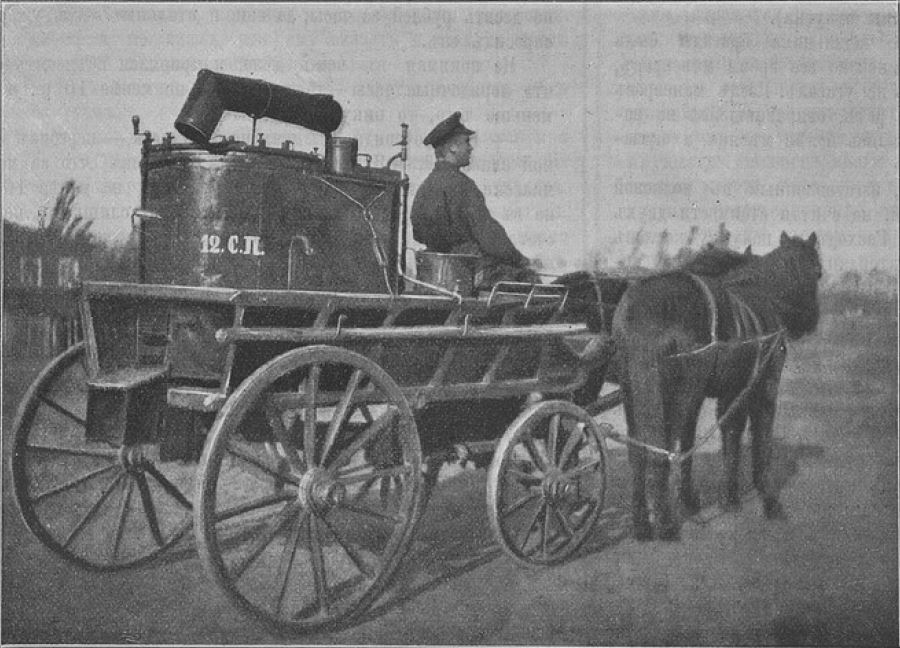